# Eeltje Halbertsma
Eeltje Hiddes Halbertsma, född 8 oktober 1797 i Grouw, Nederländerna, död där 22 mars 1858, var en  frisisk författare; bror till Joost Hiddes Halbertsma.
Halbertsma var verksam som läkare i Friesland. Han författade bland annat en populär diktsamling, De lapekoer fen Gabe scroar (1822, flera upplagor), Twigen uw ien alde stamme (1849), Minne Jorrits Reis (1851) och Ee Quikborn (1857).